# Darja Žgur Bertok
Darja Žgur-Bertok, slovenska biologinja, * 23. september 1954, Kairo, Egipt.

## Življenje in delo
Diplomirala je na ljubljanski BF (1977) in prav tam tudi doktorirala (1992). Najprej se je zaposlila na Inštitutu za biologijo (1978), od 1984 pa je zaposlena na BF v Ljubljani, od leta 2000 kot izredna profesorica za molekularno biologijo. Leta 2001 je bila gostujoča predavateljica na univerzi v Gradcu. V znanstvenoraziskovalnem delu proučuje virulenčne dejavnike bakterije Escherichia coli, plazmide te bakterije in genetiko kolicina, ukvarja se tudi z mikrobno genetiko (mikrobna genetika je veja znanosti, ki združuje mikrobiologijo in genetiko) Trenutno je predstojnica katedre za molekularno genetiko na Oddelku za biologijo ljubljanske BF. Sama ali v soavtorstvu je objavila več člankov v tujih strokovnih revijah in knjigo Teoretične osnove in navodila za vaje pri predmetu Mikrobna genetika.(COBISS) Njena bibliografija obsega preko 200 naslovov.